# 금동미륵보살반가사유상 (국보 제83호)
금동미륵보살반가사유상(金銅彌勒菩薩半跏思惟像)은 삼국 시대에 만들어진 금동 미륵보살반가사유상이다. 일제 때 밀반출되어 출토지가 불분명하여 그 제작지를 정확히 알 수 없으나 국보 제78호 금동미륵보살반가사유상과 함께 삼국 시대 불상 중에서 대표적인 예로서 조형적으로 매우 우수한 작품이다. 1962년 12월 20일 대한민국의 국보 제83호 금동미륵보살반가상(金銅彌勒菩薩半跏像)으로 지정되었다가, 2010년 6월 28일 현재의 명칭으로 변경되었다.
반가사유상은 부처가 성도(成道)하기 이전의 태자 시절에 인생의 무상(無常)을 느끼고 중생구제라는 큰 뜻을 품고 고뇌하는 태자사유형(太子思惟形)에서 유래한 것이나 불교 교리의 발달에 따라 석가모니가 열반한 후 인간 세상에 나타나 한 사람도 빠짐없이 중생을 깨달음의 경지로 인도하겠다는 미래불(未來佛)인 미륵불의 신앙으로 발전하게 된 것이다.
특히 6~7세기 동양 불교조각 가운데 최고의 걸작이라는 평이 있으며 일본 교토시 고류지(廣隆寺) 목조반가사유상과 매우 흡사해 한일 고대 불교조각 교류 연구에 있어 큰 주목을 받아 왔다.

## 작품 설명

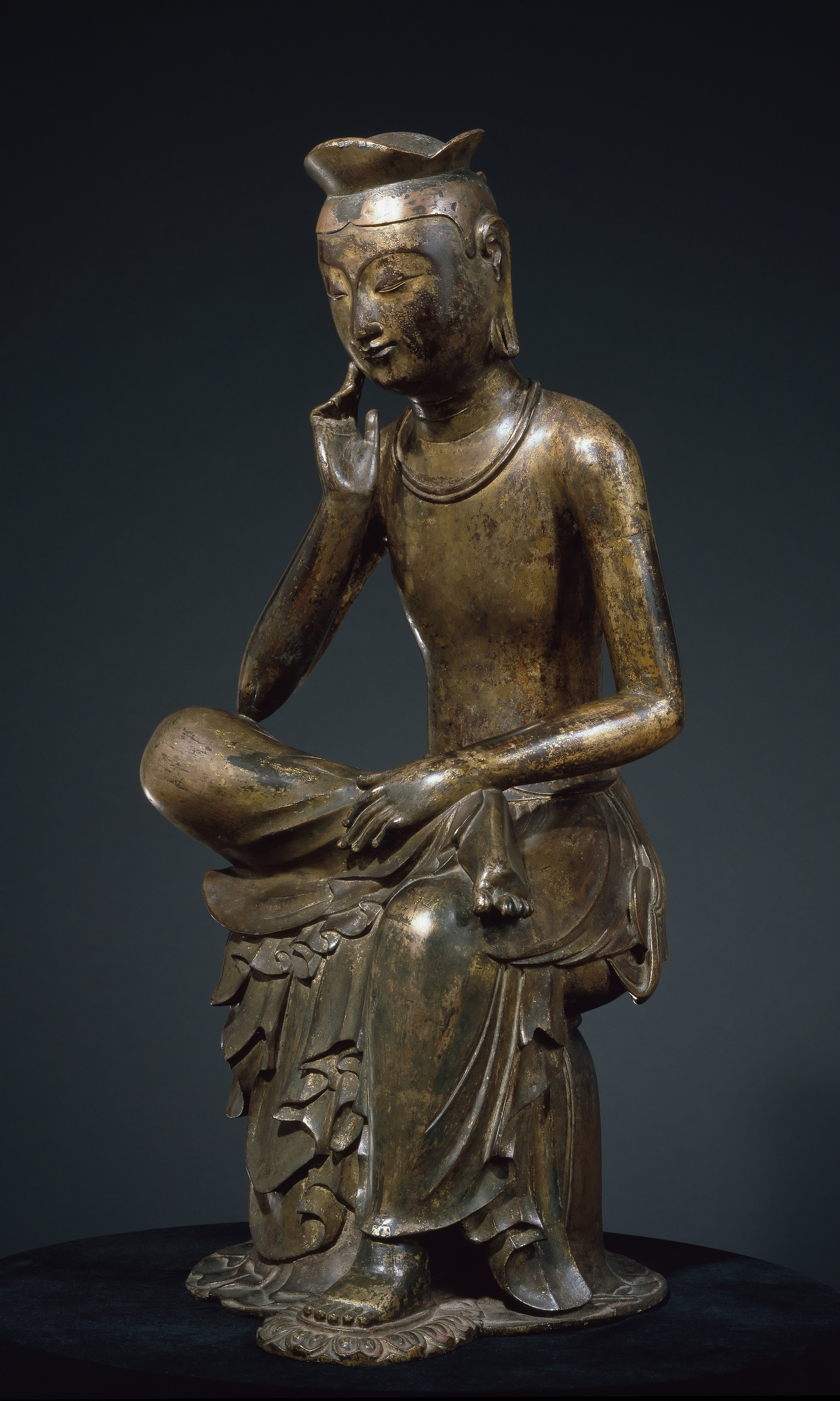
측면

높이는 약 93cm로, 3개의 둥근 산 모양의 보관(寶冠)을 쓰고 있어 ‘삼산관반가사유상’(三山冠半跏思惟像)이라고도 한다. 이 불상은 두 줄로 융기된 목걸이 외에는 몸에 전혀 장식이 없는 것으로 봐서 전반적으로 단순함을 강조한 둥근 조형감이나 좀 더 사실적이고 입체적인 옷 주름 표현, 움직이는 듯이 조각된 두 손과 두 발의 모습 등에서 사실적이면서 생동감이 잘 나타나 있다.
얼굴은 둥근 편으로 눈을 가늘게 뜨고 있어 사유하는 모습이며 양 눈썹과 콧등의 선은 길게 연결되면서 날카롭게 표현되어 있다. 더욱이 얼굴에 보이는 잔잔한 미소는 깊은 사색에 잠겨 있는 종교적인 평온함을 주면서도 신비로운 느낌을 더해준다. 날씬하면서 둥근 맛이 강한 신체에는 천의(天衣)가 몸에 완전히 밀착되어 옷주름이 전혀 표현되지 않은데 비해 군의(裙衣)의 옷 주름은 두 다리를 덮으면서 무릎과 다리의 볼륨감을 강조하고 대좌 위로 자연스럽게 흘러내렸다. 또한 허리 양쪽에서 내려온 옷자락은 양다리 옆에 있는 둥근 고리를 통해 늘어져 엉덩이 밑으로 감추어져 있다. 특히 양감이 강조된 두 다리의 형태나 자연스럽게 늘어진 옷주름 표현 등은 경상북도 봉화에서 출토된 것으로 현재 하반신 부분만 남아 있는 경북대학교 박물관 소장의 석조반가상과 양식적으로 비교된다.
금동반가상의 왼쪽 다리는 별도로 마련된 연화족좌(蓮花足座) 위에 놓여 있는데 왼쪽 발과 족좌의 앞부분은 후에 수리된 것으로 원래는 크기가 조금 더 컸을 것으로 보인다. 대좌는 불상에 비해 높이가 낮은 편으로 받침대 위에 둥근 방석이 놓여 있는 특이한 등나무 의자의 형태로 되어 있다.

## 제작 시기
국보 제83호 금동미륵보살반가상에 보이는 균형잡힌 신체 비례나 생동감있고 안정감 있는 불신(佛身)의 모습 등은 중국 동위에서 북제시대에 유행한 반가사유상에 영향을 받은 것으로 대체로 7세기 전반 경에 조성된 신라 시대의 불상으로 보고 있다. 그러나 근래에 와서 상 전체에 나타나는 둥근 맛이나 단순한 조형감 등은 백제적인 요소로 백제 무왕대(武王代; 602년-641년)에 조성된 반가사유상으로 보는 경향이 있다. 한국에서는 반가사유상이 고구려ㆍ백제ㆍ신라 등 삼국에서 모두 조성된 것으로 보아 6세기 후반부터 7세기에 걸쳐서 다수 제작되고 예배되었던 것으로 보인다. 특히 신라에서는 청년 귀족 집단인 화랑 제도와 연관되어 미륵 신앙이 크게 유행함에 따라 미륵의 화신으로서 반가사유상의 의미가 부각되면서 많이 조성되었다.

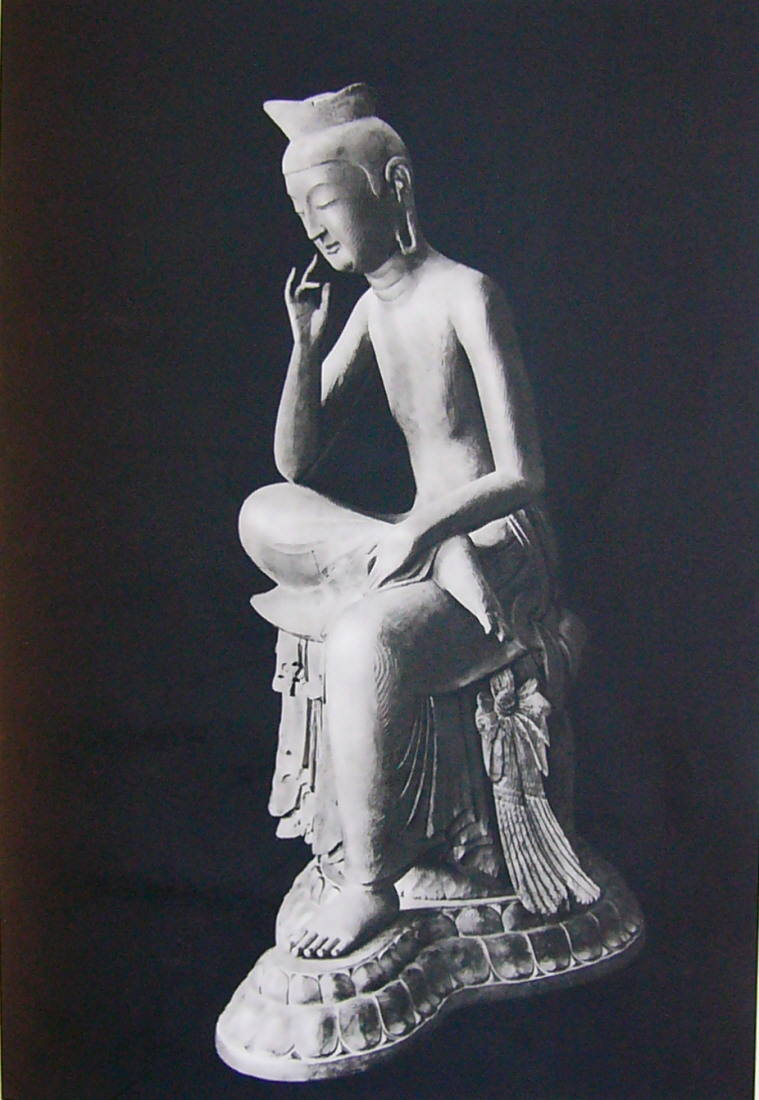
미륵보살반가상 (일본 고류지)

국보 제83호 반가사유상은 일본 교토 고류지에 있는 목조반가사유상과도 양식상 매우 유사한 점을 보여주고 있어 주목되나 침울한 얼굴 표정이나 입체감이 적은 두 다리와 옷 주름 표현 등에서 약간의 차이가 있다. 그러나 일본의 목조반가상은 많은 부분이 보수된 상태로 변형되어 있으나 수리 이전의 모습을 보면, 얼굴 표현에서 국보 제83호 반가사유상과 더욱 유사한 점을 보여준다. 고류지 반가사유상의 제작지에 대해서는 백제와 신라의 두 가지 설이 있으나 고류지를 창건한 진하승(秦何勝)이 신라계의 도래인이었다는 사실이나 신라에서 온 불상을 이 절에 모셨다고 하는《일본서기》의 기록은 이 상이 신라에서 제작되었을 가능성이 큰 것으로 볼 수 있다. 더욱이 고류지의 목조반가상이 한국, 특히 경상도에 많은 적송으로 만들어졌다는 점은 당시 삼국과 일본과의 교류 관계를 통해서 볼 때 한반도, 특히 신라에서 제작되었다는 사실을 뒷받침해 주고 있다. 따라서 일본의 고류지 반가상은 목조상으로 서로 재질은 다르나 형태상으로나 양식상으로 매우 유사성을 가지고 있어 한국 반가사유상의 국적 문제를 해결하는 데에도 많은 도움을 줄 것으로 믿어진다.

## 해외 전시
금동미륵보살반가사유상의 해외 전시 횟수는 1960년 이후 총 7차례에 달한다. 가장 최근에는 2013년 미국 뉴욕시의 메트로폴리탄 박물관에서 열린 '황금의 나라, 신라' 전에 출품되었다. 당시 문화재위원회와 변영섭 문화재청장 측이 '해외로 반출되는 문화재가 너무 많다'며 전시 불가 심의를 내렸으나, 메트로폴리탄 박물관 측의 요청과 문화관광부의 개입으로 출품될 수 있었다.
2016년 국립중앙박물관은 한일 국교 정상화 50주년을 맞이하여 83호 반가사유상과 일본 고류사의 반가사유상의 상호 교환 전시를 추진한 바 있었다. 그러나 고류사 측 주지가 '목조반가사유상의 해외전시는 불가하다'는 입장을 내비치면서 83호 반가사유상의 일본 전시 역시 무산되었고, 대신 국보 78호 반가하유상과 일본 국보 23호 주구사 목조반가사유상의 교환 전시로 변경되었다.

## 사진

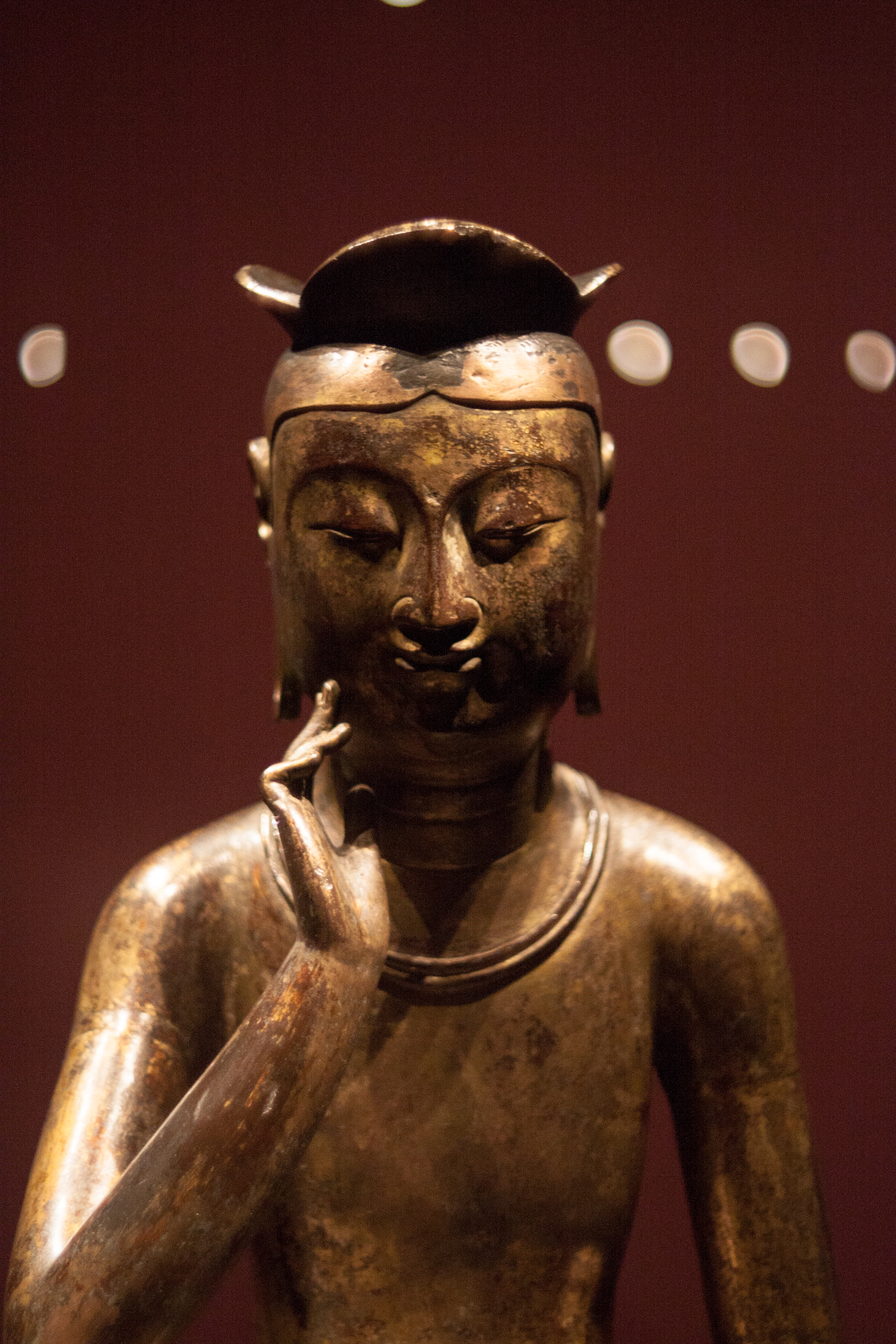
얼굴 정면
오른쪽 얼굴
왼쪽 얼굴
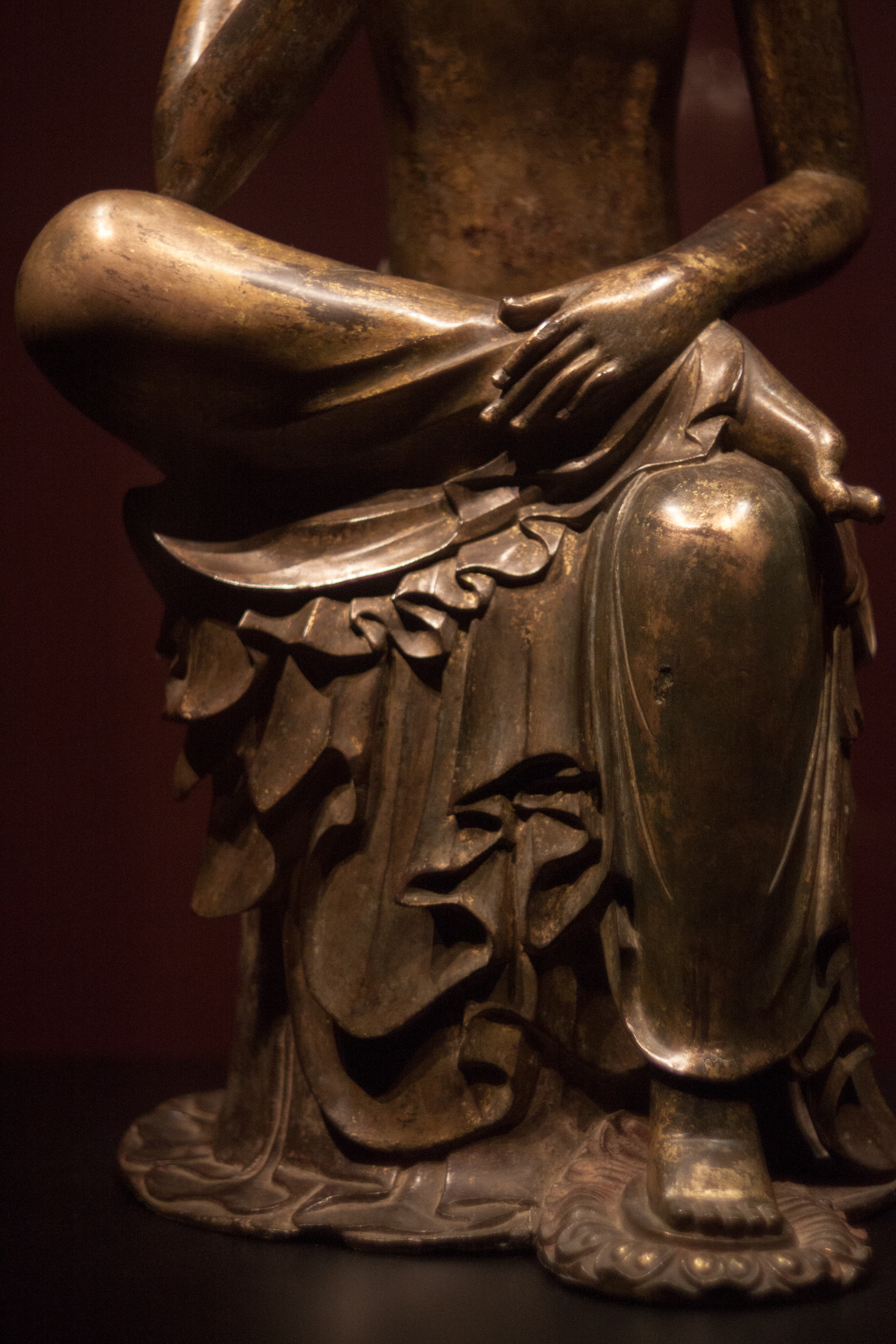
반가부좌 정면
뒷모습
왼발
왼발
오른쪽 무릎
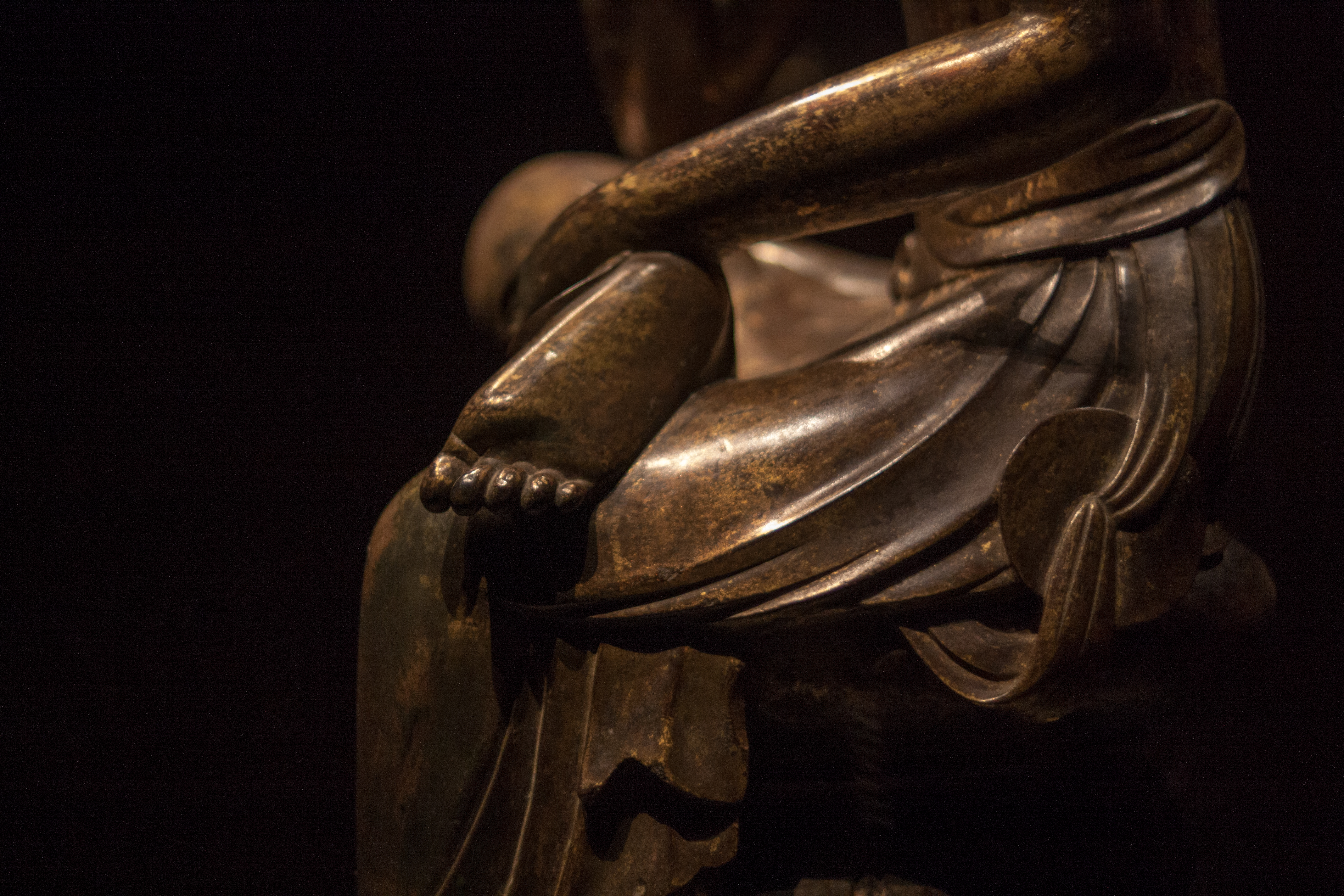
오른발

## 같이 보기
- 금동미륵보살반가사유상 (국보 제83호)
- 일본 교토 고류지 미륵보살반가상

## 참고 자료
위키미디어 공용에 금동미륵보살반가사유상 관련 미디어 분류가 있습니다.
- 금동미륵보살반가사유상 - 국가유산청 국가유산포털

 본 문서에는 서울특별시에서 지식공유 프로젝트를 통해 퍼블릭 도메인으로 공개한 저작물을 기초로 작성된 내용이 포함되어 있습니다.